# Monte Hellman
Monte Hellman (New York, 12 luglio 1929 – Palm Desert, 20 aprile 2021) è stato un regista statunitense.

## Biografia
Da adolescente coltiva la passione per la fotografia e, dopo le superiori, ottiene il diploma di teatro all'Università di Stanford grazie a una borsa conferitagli dalla NBC. Alla NBC fa anche le prime esperienze di regista radiofonico. Studia cinema all'UCLA; dopo aver trascorso un periodo in Europa, al suo ritorno lavora all'ABC come apprendista montatore. Nel 1959 Roger Corman gli offre l'occasione di debuttare dietro la macchina da presa con Beast from Haunted Cave.
Fonda la Proteus Film con Jack Nicholson e con lo stesso gira due film western a basso budget e realizza due horror nelle Filippine. Nel 1966 dirige due western: La sparatoria (The Shooting), un western atipico interpretato da Warren Oates, Will Hutchins, Millie Perkins e dal co-produttore Nicholson; Le colline blu (Ride in the Whirlwind) sceneggiato da Jack Nicholson e splendidamente interpretato da Jack Nicholson, Cameron Mitchell, Millie Perkins, Harry Dean Stanton. Prima dell’uscita di Per un pugno di dollari di Sergio Leone negli Stati Uniti nel 1967, ha girato il prologo del film che poi è stato inserito prima dei titoli di testa. La scena è disponibile come contenuto extra nell'Edizione Speciale in DVD e Blu-ray disc per il mercato statunitense, insieme a un'intervista al regista sulla sua realizzazione. Nel 1971 dirige l'ottimo road movie Strada a doppia corsia (Two-Lane Blacktop) con James Taylor, Warren Oates e Dennis Wilson dei Beach Boys. Con Oates girerà anche Cockfighter (1974). Nel 1978 è la volta di Amore, piombo e furore (China 9, Liberty 37), girato in Spagna e in Italia.
Era insegnante di cinema presso il California Institute of the Arts, ed è stato molto ammirato dal regista statunitense Quentin Tarantino, di cui è stato produttore esecutivo per il film del 1992 Le iene. Nel 2010 è stato premiato alla 67ª Mostra internazionale d'arte cinematografica di Venezia con un Leone d'oro speciale per l'insieme dell'opera, premio voluto proprio da Tarantino che era il presidente della giuria.

## Filmografia
- Beast from Haunted Cave (1959)
- La vergine di cera (The Terror) - regista per pochi giorni, non accreditato (1963)
- Flight to Fury (1964)
- Back Door to Hell (1964)
- Cordillera - co-regista (1964)
- La sparatoria (The Shooting) (1966)
- Le colline blu (Ride in the Whirlwind) (1966)
- Prologo per edizione americana film Per un pugno di dollari (1967)
- Strada a doppia corsia (Two-Lane Blacktop) (1971)
- Cockfighter (1974)
- Un killer di nome Shatter (Shatter) - non accreditato (1974)
- Amore, piombo e furore (1978)
- Avalanche Express - post regista, non accreditato (1979)
- Inside the Coppola Personality - cortometraggio documentario (1981)
- Iguana (1988)
- Silent Night, Deadly Night 3: Better Watch Out!(1989)
- Stanley's Girlfriend, episodio del film Trapped Ashes (2006)
- Somewhere Near Salinas: A Conversation with Kris Kristofferson - cortometraggio (2007)
- Make it Three Yards: A Conversation with James Taylor - cortometraggio (2007)
- Road to Nowhere (2010)
- Vive L'Amour, episodio del film Venice 70 – Future Reloaded - documentario (2013)